# Festival Nordestino do Agricultor
O Festival Nordestino do Agricultor é um evento musical brasileiro que ocorre em Chã Grande. O evento foi idealizado em 1994 pela Prefeitura Municipal de Chã Grande, e sua primeira edição ocorreu ainda no mesmo ano, em homenagem aos agricultores da região. Neste festival acontece o desfile para a escolha da Garota Agricultura e, em sua mais recente versão, o mesmo desfile escolheu também o Garoto Agricultor.
O festival é realizado em datas variáveis, entre os últimos dias de novembro. Sua característica mais marcante é a diversidade musical, devido ao fato de receber artistas dos mais variados gêneros.